# Anouk Ferjac
Pour les articles homonymes, voir Ferjac et Levain (homonymie).
Anouk Ferjac, de son vrai nom Anne-Marie Levain, est une actrice française née le 25 mai 1932 dans le 14e arrondissement de Paris.

## Biographie

### Jeunesse et études
De son vrai nom Anne-Marie Levain, elle naît le 25 mai 1932 dans le 14e arrondissement de Paris. Son père, Paul Levain, est dessinateur de l’hebdomadaire satirique Le Canard enchaîné sous le pseudonyme de Pol Ferjac.
Parallèlement à ses cours de danse, elle se forme au métier d’actrice auprès de René Simon. Elle devient connue à l'âge de 14 ans en interprétant la femme serpent au Casino de Paris, puis en jouant au théâtre, en 1947, dans Savez-vous planter les choux ? de Marcel Achard, sous la direction de Pierre Fresnay.

### Carrière

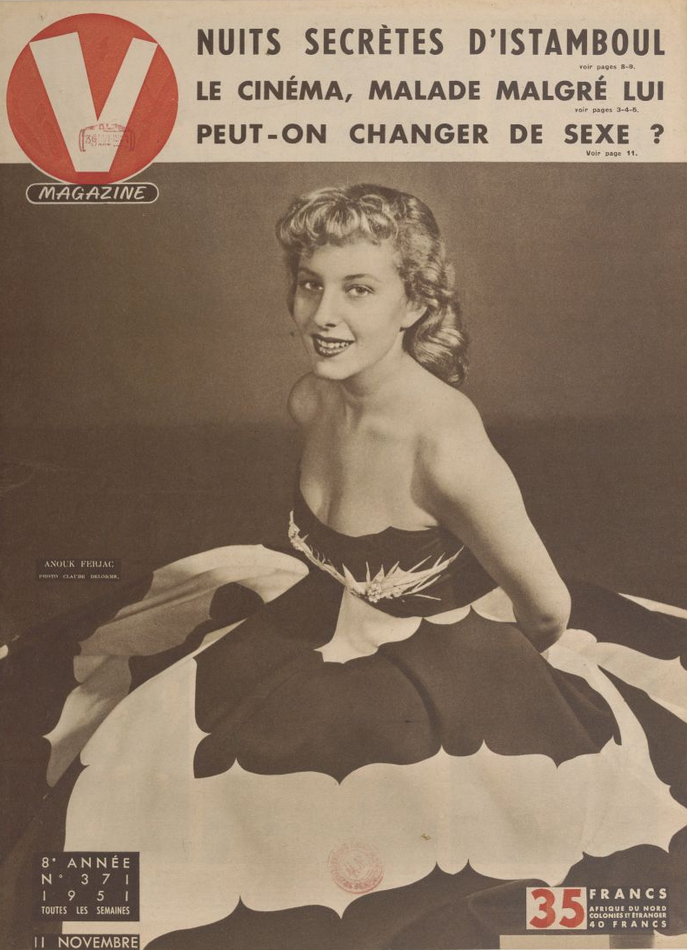
Anouk Ferjac dans V (1951).

Malgré des débuts précoces et prometteurs, notamment sous la direction d’André Cayatte dans Justice est faite (1950) et Nous sommes tous des assassins (1952), Anouk Ferjac interrompt sa carrière pour se marier, puis donner naissance à un garçon, Jean-Christophe. Ce n'est qu'au début des années 1960 qu'elle retrouve le chemin des plateaux, notamment à la télévision grâce à Marcel Bluwal qui lui donne d'abord un petit rôle dans L'inspecteur Leclerc enquête, puis un rôle plus important dans Le Mariage de Figaro où elle interprète la comtesse.
Mais c'est grâce à des réalisateurs appartenant à la Nouvelle Vague qu'elle accède à une certaine notoriété : Michel Deville (Lucky Jo en  1964), Alain Resnais (La Guerre est finie en 1966 et Je t'aime, je t'aime en 1968) et Claude Chabrol (Que la bête meure en 1969).
Anouk Ferjac tourne par la suite essentiellement pour des réalisateurs débutants ou peu connus : Ali Ghalem (Mektoub en 1970), Francis Leroi (La Michetonneuse en 1972), Michel Berny (Les grands sentiments font les bons gueuletons en 1973), Pierre Lary (Le Diable dans la boîte en 1977), Laurent Perrin (Buisson ardent en 1987) ou encore John Lvoff (La Salle de bain en 1989).
Dans le même temps, elle apparaît dans des séries télévisées comme Nestor Burma (1992) ou La Clef des champs (1998) de Charles Nemes. Sa dernière apparition sur le petit écran a lieu en 2000 dans le téléfilm Ces forces obscures qui nous gouvernent d'Olivier Doran, où elle campe la mère de Smadi Wolfman.
Au théâtre, Anouk Ferjac interprète notamment Château en Suède de Françoise Sagan (mise en scène d'André Barsacq) et Le Pélican (1983) d'August Strindberg.

## Théâtre
- 1947 : Savez-vous planter les choux ? de Marcel Achard, mise en scène Pierre Fresnay, théâtre de la Michodière
- 1960 : Château en Suède de Françoise Sagan, mise en scène André Barsacq, théâtre de l'Atelier
- 1962 : Tartuffe de Molière, mise en scène Roger Planchon, théâtre de la Cité de Villeurbanne
- 1964 : Le Tartuffe, mise en scène de Roger Planchon, Odéon-Théâtre de France[4]
- 1967 : Tartuffe de Molière, mise en scène Roger Planchon, Festival d'Avignon
- 1976 : Chicago Crime and Crash de Walter Weideli, mise en scène Alain Françon et Jean-Pierre Dougnac, théâtre de l'Est parisien
- 1982 : Souvenirs du faucon maltais de Jean-Pierre Enard, mise en scène Étienne Bierry, théâtre de Poche-Montparnasse
- 1983 : Le Pélican d'August Strindberg, mise en scène Alain Françon, Bonlieu Espace 300 Annecy, théâtre de l'Athénée Louis-Jouvet

## Filmographie

### Cinéma
- 1946 : Un revenant de Christian-Jaque (non créditée)
- 1948 : Cité de l'espérance de Jean Stelli : Louise
- 1949 : Scandale aux Champs-Élysées de Roger Blanc : Colette
- 1950 : Justice est faite d'André Cayatte : Denise
- 1950 : Boîte de nuit d'Alfred Rode : Jackie
- 1950 : Sans tambour ni trompette de Roger Blanc
- 1951 : Jep le trabucayre de Jean Faurez (film inachevé)
- 1952 : Nous sommes tous des assassins d'André Cayatte : Agnès
- 1954 : Adam est... Ève de René Gaveau : Claire
- 1955 : Le Fugitif d'Anvers ou Touchez pas aux diam's (El fugitivo de Amberes) de Miguel Iglesias : Gisèle
- 1956 : Mitsou de Jacqueline Audry : une girl
- 1956 : La Traversée de Paris de Claude Autant-Lara : la jeune femme lors de l'alerte
- 1957 : Paris clandestin de Walter Kapps : Gisèle Durand-Latour
- 1957 : La Garçonne de Jacqueline Audry : Claire
- 1957 : L'Étrange Monsieur Steve de Raymond Bailly : Mireille
- 1960 : L'espionne sera à Nouméa de Georges Péclet
- 1960 : Le Dialogue des carmélites de Philippe Agostini et Raymond Léopold Bruckberger : sœur Gabrielle
- 1964 : Lucky Jo de Michel Deville : la femme importunée dans le bar
- 1966 : Vivre pour vivre de Claude Lelouch : Jacqueline
- 1966 : La Guerre est finie d'Alain Resnais : Marie Jude
- 1967 : Fleur d'oseille de Georges Lautner : Marité
- 1968 : Je t'aime, je t'aime d'Alain Resnais : Wiana Lust
- 1969 : Que la bête meure de Claude Chabrol : Jeanne Decourt
- 1969 : Hallucinations sadiques de Jean-Pierre Bastid : Clara
- 1970 : Les voisins n'aiment pas la musique de Jacques Fansten (court métrage) : la femme adultère
- 1970 : Mektoub d'Ali Ghalem
- 1971 : Viva la muerte de Fernando Arrabal : la tante
- 1971 : Salut, voleurs ! de Frank Cassenti : Marie
- 1971 : La Michetonneuse de Francis Leroi : la mère de Daniel
- 1971 : La Famille de Serge Ganzl (court métrage)
- 1973 : Les grands sentiments font les bons gueuletons de Michel Berny : Paulette Reverson
- 1973 : Piaf de Guy Casaril : Madeleine
- 1974 : Véronique ou l'été de mes 13 ans de Claudine Guilmain : Anne
- 1974 : Ce que savait Morgan de Luc Béraud (court métrage)
- 1975 : Le Jardin qui bascule de Guy Gilles : Nanou Garcia
- 1975 : Le Petit Marcel de Jacques Fansten : Marie-Paule Mancini
- 1975 : Docteur Françoise Gailland de Jean-Louis Bertuccelli : Fabienne Cristelli
- 1976 : Le Vieux Pays où Rimbaud est mort de Jean Pierre Lefebvre : Anne
- 1976 : La Loterie de la vie de Guy Gilles (uniquement voix off)
- 1976 : Le Diable dans la boîte de Pierre Lary : Mme Brissot
- 1977 : Diabolo menthe de Diane Kurys : Mme Weber
- 1978 : Les Égouts du paradis de José Giovanni
- 1980 : Clara et les Chics Types de Jacques Monnet : Edwige
- 1980 : Celles qu'on n'a pas eues de Pascal Thomas : la morte
- 1982 : Liberty Belle de Pascal Kané : Mme Berg
- 1983 : Svarte fugler de Lasse Glomm (no) : Céleste
- 1985 : Lien de parenté de Willy Rameau : Patricia Guérin
- 1986 : Buisson ardent de Laurent Perrin : Christine
- 1987 : Les Yeux ouverts de Joël Abécassis (court métrage)
- 1988 : La Salle de bain de John Lvoff
- 1990 : Merci la vie de Bertrand Blier : la mère à la clinique
- 1997 : Le Déménagement d'Olivier Doran : Mme Keller

### Télévision

#### Téléfilms
- 1958 : Le Misanthrope de Molière, réalisation Jacques-Gérard Cornu : Éliante
- 1961 : Le Mariage de Figaro de Beaumarchais, réalisation Marcel Bluwal : la Comtesse
- 1965 : La Famille Green d'Abder Isker : Milly
- 1965 : Dom Juan ou le Festin de Pierre de Molière, réalisation Marcel Bluwal : Elvire
- 1965 : Les Complices de l'aube de Maurice Cazeneuve : Jeanne Alzan
- 1966 : La Machine à écrire de Gilbert Pineau d'après la pièce de théâtre de Jean Cocteau : Solange
- 1973 : Le Drakkar de Jacques Pierre : Kate
- 1973 : Fin de saison de Roger Boussinot : Marie-Laure
- 1974 : Mon propre meurtre de Jean Dewever : Jeanne
- 1974 : Stefano de Bernard Bouthier : Elena
- 1976 : Qui j'ose aimer de Jean-Marie Coldefy : Belle
- 1980 : Jean-Sans-Terre de Gilles Grangier : Berthe
- 1981 : Le Boulanger de Suresnes de Jean-Jacques Goron : Mme Roux
- 1981 : Une histoire sans nom de Jeannette Hubert d'après Barbey d'Aurevilly : Mme de Ferjol
- 1982 : Egmont de Franz Peter Wirth : Marguerite de Parme
- 1983 : Les Beaux Quartiers de Jean Kerchbron
- 1984 : Emmenez-moi au théâtre : Pauline ou l'Écume de la mer, réalisation Patrick Bureau : Mme Bentz
- 1989 : Le Hérisson de Robert Enrico : Florence
- 1994 : Un été à l'envers de Roger Guillot : Louloute
- 1994 : Les Caprices de Marianne d'Alfred de Musset, réalisation Jean-Daniel Verhaeghe : Hermia
- 2000 : Ces forces obscures qui nous gouvernent d'Olivier Doran : la mère de Marion

#### Séries télévisées
- 1962 : L'inspecteur Leclerc enquête, épisode : L'Affaire Larive de Marcel Bluwal
- 1965 : Les Cinq Dernières Minutes : Napoléon est mort à Saint-Mandé de Claude Loursais
- 1969 : Le Tribunal de l'impossible : La Passion d'Anne-Catherine Emmerich de Michel Subiela : Anne Catherine Emmerich
- 1973 : Un grand amour de Balzac de Jacqueline Audry et Wojciech Solarz : la marquise de Castries
- 1974 : Nouvelles d'Henry James, épisode Ce que savait Morgan de Luc Béraud : Mrs. Moreen
- 1977 : Rendez-vous en noir  de Claude Grinberg : Martine Jourdan
- 1977 : Histoire de la grandeur et de la décadence de César Birotteau de René Lucot d'après le roman d'Honoré de Balzac
- 1978 : Il était un musicien, épisode : Monsieur Schumann de Bernard Queysanne : Clara Schumann
- 1979 : Les Amours de la Belle Époque, épisode Petite Madame de René Lucot : la mère de Jacques
- 1979 : Brigade des mineurs, épisode Didier de Claire Jortner : Mme Atkine
- 1979 : Histoires insolites, épisode Folies douces de Maurice Ronet : Marianne Considine
- 1979 : Bauduin des mines de Michel Jakar : Madeleine Carpant
- 1980 : Messieurs les jurés, épisode L'Affaire Vico de Jean-Marie Coldefy : Françoise Vico
- 1981 : Caméra une première, épisode L'Âge d'aimer de Jean-François Delassus
- 1981 : Histoire contemporaine de Michel Boisrond : Mme de Gromance
- 1982 : Les Enquêtes du commissaire Maigret, épisode Maigret et les Braves Gens de Jean-Jacques Goron : Mme Josselin
- 1984 : Cinéma 16, épisode Sortie interdite de Patty Villiers : Simone
- 1986 : Coulisses de Pierre Goutas : Laurence
- 1987 : L'Heure Simenon, épisode Cour d'assises de Jean-Charles Tacchella : Constance
- 1988 : Cinéma 16, épisode Droit d'asile d'Alain Hattet : Laura
- 1990 : SOS disparus, épisode Fati et ses frères de Pierre Boutron : la gérante
- 1991 : Les Hordes de Jean-Claude Missiaen : la mère d'Elaine
- 1992 : Nestor Burma, épisode Casse-pipe à la Nation (2.2) : Claire Montholieu
- 1994 : Le juge est une femme, épisode Danse avec la mort de Claude Grinberg : Geneviève
- 1996 : Théo la tendresse, épisode La Nouvelle de la semaine d'Yves Amoureux : Suzanne
- 1997 : L'Histoire du samedi : L'Empire du taureau de Maurice Frydland : Léonie
- 1998 : La Clef des champs de Charles Nemes : Nicole Delheure